# Championnat de Géorgie de football 2007-2008
Navigation
Saison précédente Saison suivante
La saison 2007-2008 du Championnat de Géorgie de football était la 19e édition de la première division géorgienne. Le championnat, appelé Umaglesi Liga, regroupe les quatorze meilleurs clubs géorgiens au sein d'une poule unique, où les équipes se rencontrent deux fois dans la saison, à domicile et à l'extérieur. À la fin de la saison, pour permettre au championnat de passer de 14 à 12 équipes, les trois derniers du classement sont directement relégués en D2 et le 11e affronte en barrage le champion de Pirveli Liga.
Le FC Dinamo Tbilissi remporte le 13e titre de champion de Géorgie en terminant en tête du championnat, avec 10 points d'avance sur le WIT Georgia Tbilissi et 11 sur le FC Zestafoni. Le tenant du titre, l'Olimpi Rustavi, prend la 4e place, à 18 points du Dinamo.
Deux nouvelles équipes doivent déclarer forfait avant le démarrage de la saison : le Torpedo Koutaïssi, triple champion de Géorgie de 2000 à 2002 et le FC Chikhura Sachkhere. Ces désistements permettent au Dila Gori d'être repêché de Pirveli Liga et au Spartak Tskhinvali d'être promu parmi l'élite.

## Les 14 clubs participants
| - FC Dinamo Tbilissi - Spartak Tskhinvali - Promu de Pirveli Liga - Dinamo Batoum - Lokomotiv Tbilissi - Olimpi Rustavi - Sioni Bolnissi - Dila Gori - Repêché de Pirveli Liga | - WIT Georgia Tbilissi - FC Zestafoni - Ameri Tbilissi - FC Borjomi - FC Merani Tbilissi - FC Mglebi Zugdidi - Promu de Pirveli Liga - FC Meskheti Akhaltsikhe - Promu de Pirveli Liga |

## Compétition

### Classement
Le barème de points servant à établir le classement se décompose ainsi :
- Victoire : 3 points
- Match nul : 1 point
- Défaite : 0 point

| Rang | Équipe                      | Pts | J  | G  | N | P  | Bp | Bc | Diff |
| ---- | --------------------------- | --- | -- | -- | - | -- | -- | -- | ---- |
| 1    | FC Dinamo Tbilissi          | 70  | 26 | 23 | 1 | 2  | 67 | 18 | +49  |
| 2    | WIT Georgia Tbilissi        | 60  | 26 | 19 | 3 | 4  | 45 | 14 | +31  |
| 3    | FC Zestafoni (C)            | 59  | 26 | 18 | 5 | 3  | 56 | 16 | +40  |
| 4    | Olimpi Rustavi (T)          | 52  | 26 | 16 | 4 | 6  | 26 | 16 | +10  |
| 5    | Ameri Tbilissi              | 48  | 26 | 15 | 3 | 8  | 48 | 27 | +21  |
| 6    | FC Meskheti Akhaltsikhe (P) | 39  | 26 | 11 | 6 | 9  | 29 | 30 | -1   |
| 7    | FC Mglebi Zugdidi (P)       | 33  | 26 | 10 | 3 | 13 | 27 | 33 | -6   |
| 8    | Sioni Bolnissi              | 32  | 26 | 9  | 5 | 12 | 34 | 35 | -1   |
| 9    | FC Borjomi                  | 31  | 26 | 9  | 4 | 13 | 32 | 39 | -7   |
| 10   | Lokomotiv Tbilissi          | 27  | 26 | 7  | 6 | 13 | 27 | 35 | -8   |
| 11   | Spartak Tskhinvali (P)      | 23  | 26 | 5  | 8 | 13 | 15 | 28 | -13  |
| 12   | FC Merani Tbilissi          | 19  | 26 | 6  | 1 | 19 | 15 | 28 | -13  |
| 13   | Dinamo Batoum               | 16  | 26 | 4  | 4 | 18 | 16 | 51 | -35  |
| 14   | Dila Gori                   | 8   | 26 | 1  | 5 | 20 | 12 | 53 | -41  |

|  | Qualification pour la Ligue des champions 2008-2009                                      |
|  | Qualification pour la Coupe UEFA 2008-2009                                               |
|  | Qualification pour la Coupe Intertoto 2008                                               |
|  | Participation au barrage de promotion-relégation                                         |
|  | Relégation directe en Pirveli Liga                                                       |
|  | (T) : Tenant du titre (C) : Vainqueur de la Coupe de Géorgie (P) : Promu de Pirveli Liga |

### Matchs

#### Barrages de promotion-relégation
| Équipe 1                | Résultat | Équipe 2               |
| ----------------------- | -------- | ---------------------- |
| Spartak Tskhinvali (D1) | 1 - 0    | FC Gagra Tbilissi (D2) |

## Bilan de la saison
| Championnat de Géorgie de football 2007-2008            |                                |
| Champion                                                | FC Dinamo Tbilissi (13e titre) |
| Coupes et trophées                                      |                                |
| Vainqueur de la Coupe de Géorgie 2007-2008              | FC Zestafoni                   |
| Qualifications continentales                            |                                |
| Ligue des champions 2008-2009 1er tour de qualification | FC Dinamo Tbilissi             |
| Coupe UEFA 2008-2009                                    | FC Zestafoni                   |
| Coupe UEFA 2008-2009                                    | WIT Georgia Tbilissi           |
| Coupe Intertoto 2008                                    | FC Lokomotiv Tbilissi          |
| Promotions et relégations                               |                                |
| Promus en Umaglesi Liga                                 | FC Magharoeli Chiatura         |
| Relégués en Pirveli Liga                                | Dila Gori                      |
| Relégués en Pirveli Liga                                | FC Merani Tbilissi             |
| Relégués en Pirveli Liga                                | Dinamo Batoum                  |